# Hans Lehmann (Filmproduzent)
Hans Karl Ernst Lehmann (* 5. März 1906 in Berlin; † 3. November 1983 in Wesel) war ein deutscher Filmproduktionsleiter und Filmproduzent.

## Leben
Nach einer kaufmännischen Lehre in der Textilindustrie kam er 1926 zum Film und arbeitete in der Verwaltung des Studiobetriebs in Berlin-Staaken, später als Prokurist und Geschäftsführer verschiedener Produktionsfirmen. Seit 1934 war er Produktionsleiter bei der Gesellschaft ABC, bis diese 1939 als eigenständiger Betrieb liquidiert wurde.
Für die Tobis-Film produzierte er die beiden antibritischen Propagandafilme Der Fuchs von Glenarvon und Mein Leben für Irland, in der Spätphase des Zweiten Weltkrieges arbeitete er für die Wien-Film.
In der Nachkriegszeit war er anfangs für die CCC-Film tätig, bis er 1952 seine eigene Produktionsfirma Rhombus-Film gründete. Schon nach 1953 beschränkte er sich wieder auf die Funktion eines Produktionsleiters für den Filmproduzenten Kurt Ulrich. Zu Beginn der 1960er Jahre zog Lehmann in das Saarland.

## Filmografie
| - 1934: Zigeunerblut - 1934: Hohe Schule - 1934: Alles hört auf mein Kommando - 1935: …nur ein Komödiant - 1935: Krach im Hinterhaus - 1936: Der lachende Dritte - 1937: Die Warschauer Zitadelle - 1937: Heiratsschwindler - 1938: Spaßvögel - 1939: Ein ganzer Kerl - 1940: Der Fuchs von Glenarvon - 1941: Mein Leben für Irland - 1943: Maske in Blau | - 1942: Germanin – Die Geschichte einer kolonialen Tat - 1943: Die goldene Fessel - 1948: Morituri - 1949: Krach im Hinterhaus - 1950: Der Theodor im Fußballtor - 1951: Hanna Amon - 1951: Eva und der Frauenarzt - 1952: Cuba Cabana - 1953: Pünktchen und Anton - 1955: Wenn der Vater mit dem Sohne - 1957: Der schräge Otto - 1959: Alle Tage ist kein Sonntag - 1960: Die junge Sünderin - 1960: Der Rächer |